# Mike van Kruchten
Mike van Kruchten (né le 7 avril 1987 à Beverwijk) est un athlète néerlandais, spécialiste du 110 m haies et du relais 4 × 100 m.
Son meilleur temps sur 110 m haies est de 13 s 75, obtenu à Heusden-Zolder le 18 juillet 2009 (vent : +1,9 m/s). Il a participé aux Championnats du monde juniors à Pékin, en se plaçant demi-finaliste. Il participe au relais néerlandais qualifié pour les mondiaux de Daegu.